# Openbaar vervoer in Roosendaal
Het openbaar vervoer in Roosendaal bestaat uit treinverbindingen van de Nederlandse Spoorwegen, NMBS en European Sleeper en stads- en streekbussen van Arriva en Connexxion. Roosendaal beschikt over één station, station Roosendaal.
Het station vormt het knooppunt voor het openbaar vervoer. In Roosendaal vertrekken treinen naar o.a. Breda, Dordrecht en Vlissingen, evenals internationale treinen naar Antwerpen en Puurs. Bussen van Arriva zorgen voor verbindingen met verschillende delen van de stad en omliggende dorpen en steden. Een buslijn van  Connexxion zorgt voor de verbinding met Zeeuws Vlaanderen.

## Treinen
In Roosendaal stoppen in de dienstregeling van 2025 de volgende treinen:
| Serie     | Treinsoort                          | Route | Bijzonderheden |
| --------- | ----------------------------------- | --- | --- |
| 450       | European Sleeper (European Sleeper) | Brussel-Zuid – Antwerpen-Centraal – Roosendaal – Rotterdam Centraal – Den Haag HS – Schiphol Airport – Amsterdam Centraal – Amersfoort Centraal – Deventer – Bad Bentheim – Berlin Hbf – Dresden Hbf – Praha hl.n. | Stopt 2-3x per week. Stopt richting Brussel niet op Schiphol Airport en Den Haag HS. |
| 2200      | Intercity (NS)                      | Amsterdam Centraal – Amsterdam Sloterdijk – Haarlem – Leiden Centraal – Den Haag HS – Delft – Schiedam Centrum – Rotterdam Centraal – Dordrecht – Roosendaal – Vlissingen                                          | Rijdt op weekdagen overdag 1x/uur en vormt een halfuurdienst met series 2300 (tussen Amsterdam Centraal en Roosendaal) en 6500 (tussen Roosendaal en Vlissingen). 's Avonds en in het weekend rijdt deze serie 2x/uur. |
| 2300      | Intercity (NS)                      | Amsterdam Centraal – Amsterdam Sloterdijk – Haarlem – Leiden Centraal – Den Haag HS – Delft – Schiedam Centrum – Rotterdam Centraal – Dordrecht – Roosendaal – Vlissingen                                          | Rijdt alleen op weekdagen overdag en rijdt 1x/uur. Vormt tussen Amsterdam Centraal en Roosendaal een halfuursdienst met serie 2200. 's Avonds en in het weekend rijdt serie 2200 2x/uur.                               |
| S 32 2550 | S-trein Antwerpen (NMBS)            | Puurs – Antwerpen-Centraal – Essen – Roosendaal | |
| 3600      | Intercity (NS)                      | Roosendaal – Breda – Tilburg – 's-Hertogenbosch – Nijmegen – Arnhem Centraal – Dieren – Zutphen – Deventer – Zwolle                                                                                                | |
| 5900      | Sprinter (NS)                       | Dordrecht – Roosendaal | Rijdt na 20:00 uur en in het weekend 1x/uur. |
| 6500      | Sprinter (NS)                       | Roosendaal – Bergen op Zoom – Goes – Middelburg – Vlissingen | Rijdt doordeweeks 1x per uur. Rijdt niet 's avonds en in het weekend. |

## Voor- en natransport
- Er is een bewaakte fietsenstalling
- Er zijn meerdere onbewaakte fietsenstallingen
- Er zijn meerdere parkeerterreinen
- Er is een busstation met lijnen in diverse richtingen
- Er rijdt een treintaxi en er is een taxistandplaats

### Stadsbussen
In Roosendaal werd per 13 december 2009 een nieuw stadsbuslijnennet geïntroduceerd. De stadsbuslijnen 30 t/m 35 werden vervangen door de nieuwe stadsbuslijnen 1, 2, 3 en 5. Deze 4 nieuwe stadsbuslijnen verbonden het station met het centrum, het Bravis Ziekenhuis, de wijken Burgerhout, Kortendijk, Kroeven, Langdonk, Tolberg en Weihoek en de industrieterreinen van de stad. De wijken Westrand en Kalsdonk werden voortaan bediend door de streeklijnen 103, 104, 111 en 112. De lijnen 1, 2 en 3 waren aan elkaar gekoppeld waardoor deze samen een lange ringlijn door Roosendaal maakte en reden dagelijks tot ongeveer 21:45 uur.
Sinds 15 december 2013 werd er een nieuwe stadsbuslijn bijgekomen: lijn 4, die het Stadskantoor aandoet. 
Op 12 december 2015 verdwenen lijn 4 en 5 vanwege een gebrek aan reizigers. 
Op 11 december 2016 wijzigde de route van lijn 2 licht, om de bediening van Kalsdonk over te nemen van de streeklijnen 104 en 112, die vanaf die datum tussen het station en Kalsdonk kwamen te vervallen. Ook keerde lijn 4 terug als verbinding tussen het station en Borchwerf.  
Op 9 december 2018 vonden een paar wijzigingen plaats. Zo wijzigde de route van lijn 2 op weekdagen buiten de vakanties tussen 14:00 uur en 18:00 uur licht. Door drukte op de route en krappe rijtijden ging lijn 2 op deze momenten Kalsdonk overslaan om meer ruimte in de rijtijden te creëren en vertragingen tegen te gaan. Lijn 12 reed op die momenten tussen het centrum, het station en Kalsdonk, zodat deze wijk toch bediend werd. Op alle overige momenten reed lijn 2 zijn normale route via Kalsdonk. 
Op 15 december 2019 gingen er geen bussen meer rijden door Kalsdonk: lijn 2 ging niet meer door die wijk rijden en lijn 12 werd opgeheven. 
Per 13 december 2020 verviel Bravoflex in Roosendaal en de bijbehorende lijnen 832 en 833. 
Per 6 juli 2025 zijn de stadsbuslijnen 1 t/m 4 vervangen door de nieuwe stadsbuslijnen 11 en 12 en delen van de nieuwe streeklijnen 161 t/m 164. 
De stadsbuslijnen rijden de volgende routes:
| Lijn | Route                                                                                          | Informatie over de lijn |
| ---- | ---------------------------------------------------------------------------------------------- | --- |
| 11   | Kortendijk - Fatima-Villapark - Station - Centrum [- Westrand - Borchwerf]/[- Designer Outlet] | - Doordeweeks wordt voor circa 12:00 uur richting Borchwerf via de WVS Vaartveld gereden na circa 12:00 uur wordt dit in de omgekeerde richting gedaan. - Doordeweeks wordt na circa 19:00 uur 1x/uur gereden van de halte Sterrebos naar Roosendaal Station en in de omgekeerde richting wordt tot het einde van de dienst 2x/uur gereden. Bij zowel Roosendaal Station als de halte Sterrebos is de lijn dan gekoppeld aan lijn 161. - Doordeweeks na circa 19:00 uur en tijdens het weekend wordt Borchwerf niet bediend. - Op zaterdag wordt tot circa 19:00 uur van en naar het Designer Outlet gereden. |
| 12   | Station - Centrum - De Krogten - Kroeven - Langdonk                                            | - Rijdt dagelijks tot ongeveer 22:00 uur |

### Overige bussen
Alle overige bussen die op het station stoppen verbinden het station met de wijken Kortendijk en Tolberg, de nabijgelegen dorpen en ook met plaatsen als Oud Gastel, Etten-Leur en Bergen op Zoom (behalve buslijn 19 van Connexxion, die vanuit Roosendaal naar Hulst rijdt). Deze buslijnen rijden als volgt:
| Lijn | Route                                                                            | Vervoerder | Soort     | Informatie over de lijn |
| ---- | -------------------------------------------------------------------------------- | ---------- | --------- | --- |
| 19   | Station - Nieuw Namen - Clinge - Kieldrecht - Verrebroek - Hulst                 | Connexxion | Streekbus | - Rijdt 4x per dag |
| 161  | Kortendijk - Station - Wouw - Heerle - Bergen op Zoom                            | Arriva     | Streekbus | - In de daluren tijdens de vakanties wordt de gehele route 1x/uur gereden, dit wordt tussen Roosendaal Station en het Designer Outlet aangevuld tot 2x/uur. - Doordeweeks wordt na circa 19:00 uur 1x/uur gereden van Roosendaal Station naar de halte Sterrebos en in de omgekeerde richting wordt tot het einde van de dienst 2x/uur gereden. Bij zowel Roosendaal Station als de halte Sterrebos is de lijn dan gekoppeld aan lijn 11. - Doordeweeks wordt de frequentie na circa 20:00 uur tussen Roosendaal Station en Bergen op Zoom Station verlaagd van 2x/uur naar 1x/uur. - Doordeweeks na circa 19:00 uur en tijdens het weekend wordt niet gereden tussen Bergen op Zoom Station en de halte Strandplevier. - De gehele week wordt na circa 22:00 uur alleen tussen Roosendaal Station en Bergen op Zoom Station gereden. |
| 162  | Tolberg - Station - Rucphen - Sint Willebrord - Etten-Leur                       | Arriva     | Streekbus | - Doordeweeks wordt de frequentie na circa 20:00 uur verlaagd van 2x/uur naar 1x/uur. Uitzondering is de route van Roosendaal Station naar de halte Damastberg waar in één richting tot circa 22:00 uur met een frequentie van 2x/uur gereden blijft worden. - De gehele week wordt na circa 22:00 uur alleen tussen Roosendaal Station en Etten-Leur Centrum gereden. |
| 163  | Tolberg - Station - Oud Gastel - Stampersgat - Fijnaart - Oudemolen - Willemstad | Arriva     | Streekbus | - In de spitsuren wordt standaard 2x/uur de gehele route gereden. In ochtendspits rijden buiten de vakanties twee verdichtingsritten van Oud Gastel naar Roosendaal Station en een verdichtingsrit van Willemstad Steenpad naar Fijnaart Busstation. De rit naar Fijnaart rijdt door als lijn 173. - In de spitsuren tijden de vakanties wordt 2x/uur gereden tussen de halte Damastberg en Oud Gastel Busstation en 1x/uur tussen Oud Gastel Busstation en Willemstad Steenpad. - In de daluren wordt 2x/uur gereden tussen de halte Damastberg en Oud Gastel Busstation en 1x/uur tussen Oud Gastel Busstation en Willemstad Steenpad. In de vakanties wordt ook tussen de halte Damastberg en Roosendaal Station 1x/uur gereden. Het traject tussen Roosendaal Station en Oud Gastel Busstation blijft dan 2x/uur bediend worden. - Doordeweeks wordt de frequentie na circa 20:00 uur verlaagd van 2x/uur naar 1x/uur. Uitzondering hierop is de route van de halte Damastberg naar Roosendaal Station dat tot circa 22:00 uur met een frequentie van 2x/uur bediend blijft. - Doordeweeks na circa 20:00 uur, op zaterdag na circa 19:00 uur en op zondag de gehele dag wordt het traject tussen Oud Gastel Busstation en Willemstad Steenpad niet bediend. - De gehele week wordt na circa 22:00 uur alleen tussen Roosendaal Station en Oud Gastel Busstation gereden. |
| 164  | Station - Tolberg - Wouwse Plantage - Huijbergen - Hoogerheide - Ossendrecht     | Arriva     | Streekbus | - Rijdt niet 's avonds en in het weekend |
| 211  | Nispen - Centrum - Station - Zegge - Bosschenhoofd - Bosbad Hoeven - Oudenbosch  | Arriva     | Buurtbus  | - Rijdt niet 's avonds en in het weekend |
| 220  | Station - Centrum - Schijf - Achtmaal - Zundert - Klein Zundert                  | Arriva     | Buurtbus  | - Rijdt niet 's avonds en in het weekend |